# Efeuaralie
Die Efeuaralie (× Fatshedera lizei) ist eine Hybride aus der Zimmeraralie (Fatsia japonica) und dem Gemeinen Efeu (Hedera helix). Sie ist 1912 entstanden und seit 1926 als Zimmerpflanze in Kultur.

## Beschreibung
Die Efeuaralie ist ein rankender Strauch der Wuchshöhen bis zu 1,2 Meter erreicht. Die Sprossachsen bleiben bräunlich, sind schwach  und hängen häufig unten; junge Stängel sind rostfarben beflaumt. Wird die Pflanze hochgebunden, kann sie als Kletterpflanze eine Wuchshöhe von 3 bis 5 Metern erreichen. Anders als Efeu klettert die Efeuaralie jedoch nicht ohne Hilfen.
Die Laubblätter sind drei- bis fünflappig und werden etwa 20 Zentimeter lang sowie bis zu 30 Zentimeter breit. Der Blattstiel misst zwischen 5 und 20 Zentimetern und trägt an der Basis drei hornartige Verlängerungen. Die Farbe der Blätter schwankt je nach Zuchtform von dunkelgrün bis zur weiß oder gelb gefleckten Variegata-Form. Sie sind leicht behaart.
Die Blütenstände sind schirmartige, kugelige Dolden. Die blass-grünen Blüten haben einen Durchmesser von etwa einem Zentimeter. Es werden keine Früchte gebildet.
Die Chromosomenzahl der Efeuralie variiert zwischen 2n = 72 und 2n = 98, mit vielen dazwischenliegenden aneuploiden Formen. Beim Gemeinen Efeu, wie auch bei der Zimmeraralie, beträgt die Chromosomenzahl 2n = 48. Man nimmt daher an, dass es sich bei Fatshedera lizei um eine instabile tetraploide Form, und damit um einen Additionsbastard, handelt.

## Entstehung und Systematik
Die Efeuaralie entstand im Jahr 1912 in einer Baumschule in Nantes und wurde im selben Jahr von Lizé Frères auf einer Ausstellung vorgestellt. Er gab an, dass die Hybride zufällig aus Fatsia japonica 'Moderi' als Samenpflanze (Mutter)  und  Hedera helix var. hibernica, dem Irländischen Efeu, als Pollenpflanze (Vater) entstanden sei. Als die Pflanze 1923 auf der Exposition Génèrale d'Horticulture in Paris erneut gezeigt wurde, gab es jedoch widersprüchliche Angaben darüber, ob die Hybride zufällig oder künstlich entstanden sei.
Im selben Jahr wurde die Hybride von André Guillaumin unter dem Namen Fatshedera lizei erstbeschrieben. Der Name ist aus den jeweiligen Bezeichnungen der Elternpflanzen abgeleitet. Die Pflanze wurde erst 1926 in Kultur weiterverbreitet.
Gattungsübergreifende Hybriden sind bei den Samenpflanzen sehr selten, Ausnahme sind die Orchideengewächse (Orchidaceae). Aus diesem Grund wurde die Entstehungsgeschichte der Hybride immer wieder abgelehnt. Insbesondere Francis Ballard zweifelte am Status der Hybride. Mikromophologische und zytologische Untersuchungen bestätigen inzwischen aber den Status als Hybride aus Fatsia japonica und Hedera helix.

## Nutzung
Die Efeuaralie wird häufig als Zierpflanze in Gärten oder im Haus gepflanzt.